# VfB Lübeck
Pour les articles homonymes, voir Lübeck.
Maillots
Actualités
Le VfB Lübeck est un club de football allemand basé à Lübeck. Il évolue pour la saison 2024-2025 en Regionalliga Nord.
Outre son équipe de football, ce club comporte d’autres sections telles que l’athlétisme, la boxe, le handball et le tennis de table qui remporta par le passé plusieurs titres européens.

## Repères historiques
- 1905 - 25/03/1905, fondation du FUSSBALL KLUB ALEMANNIA LÜBECK.
- 1913 - fondation du FUSSBALL CLUB GERMANIA LÜBECK.
- 1919 - fondation du BSV VORWÄRTS 1919 LÜBECK par des joueurs du "HANSA", un club de la rue.
- 1921 - fondation du club SPORTVEREINIGUNG POLIZEI LÜBECK (SPL).
- 1923 - fusion du FUSSBALL KLUB ALEMANNIA LÜBECK avec le FUSSBALL CLUB GERMANIA LÜBECK pour former le VEREIN für RASENSPORT c(VfR) LÜBECK.
- 1932 - disparition du VEREIN für RASENSPORT c(VfR) LÜBECK (faillite).
- 1933 - BSV VORWÄRTS 1919 LÜBECK est interdit par les Nazis. Le SPORTVEREINIGUNG POLIZEI LÜBECK (SPL) changea son nom en POLIZEI SPORT VEREIN LÜBECK.
- 1945 - POLIZEI SPORT VEREIN LÜBECK fut dissous par les Alliés
- 1945 - fondation du VEREIN für BEWEGUNGSPIEL LÜBECK par d'anciens membres du BSV VORWÄRTS 1919 LÜBECK et du POLIZEI SPORT VEREIN LÜBECK.

## Histoire

### VfR Lübeck
Ce club fut formé, en 1923, par la fusion du FK Alemannia Lübeck (fondé le 25 mars 1905) et du FC Germania Lübeck (créé en 1913).
Dans les années 1920, le club joua dans les ligues locales de Lübeck puis évolua en Orstliga Lubeck/Meckemburg et en Berziksliga Lubeck/Meckemburg. Il ne fit jamais mieux que 3e.
Après la Fussball Revolution, de 1928, le cercle fut versé en Oberliga Lubeck/Meckemburg et y obtint de modestes 6e et 7e places.
À la fin de la saison 1931-1932, le club connut de sérieuses difficultés financières. Il vendit son stade de "Wilhelmshöhe" au Sportvereinigung Polizei Lübeck, puis fut dissous peu de temps après.

### Polizei SV Lübeck
Le SV Polizei Lübeck fut un club sportif allemand de football localisé à Lübeck dans le Schleswig-Holstein. Outre son équipe de Football, ce club comporta d’autres départements dont celui deux de l’Athlétisme, de la Boxe et du Handbal.
Le club fut créé le 24 août 1921 sous l’appellation Sportvereinigung Polizei Lübeck (ou SPL) par les membres de la police de Lübeck parmi lesquels le futur secrétaire, Albert Langenheim. Rapidement, le club aligna deux équipes de Football et une section d’Athlétisme.
Une des personnes les plus influentes de l’époque fut le Kommandeur de la Police de Lübeck, Otto Pries, qui fut non seulement actif lors de la fondation du club, mais aussi en tant que participants à la section d’Athlétisme. En 1931, le club devint le 2e plus important de la ville en termes du nombre des membres affiliés. Il racheta le stade de "Wilhelmshöhe" au VfR Lübeck.
Après l’arrivée au pouvoir des Nazis, en 1933, le cercle fut obligé d’adopter certains changements d’organisation et vit son nom transformer en Polizei SV Lübeck. Les Nazis placèrent d’autres dirigeants à la tête du club. Celui-ci reprit aussi les installations du BSV Vorwärts Lübeck, désormais interdit. Le stade fut agrandi. Des tribunes furent construites et l’enceinte devint la Adolf-Hitler-Kampfbahn...
Contrairement aux autres cercles sportifs de la Police en Allemagne à cette époque, le Polizei SV Lübeck continua d’accueillir des civils. 
En 1933, le club termina devant son rival local du Pkönix et gagna ainsi le droit d’accéder à la Gauliga Nordmark.
En 1942, le cercle fut renommé SG Ordnungspolizei. À la fin de la guerre, le club fut dissous par les Alliés, comme tous les clubs et associations allemands (voir Directive n°23) et ses installations furent pillées.
Quelques mois plus tard, d’anciens membres du BSV Vorwärts Lübeck et du Polizei SV s’unirent pour reconstituer un club qu’ils nommèrent VfB Lübeck.

## Sources et liens externes
- Walter Bergmann: 30 Jahre VfB Lübeck. über BSV Vorwärts, Lübeck von 1919 und Sportvereinigung „Polizei“ Lübeck e.V. Festschrift. Verein für Bewegungsspiele, Lübeck 1949
- Hardy Grüne, Christian Karn: Das große Buch der deutschen Fußballvereine AGON Sportverlag, Kassel 2009,  (ISBN 978-3-89784-362-2), S. 303.
- « Nouvelles de la saison 1932-1933 »(Archive.org • Wikiwix • Archive.is • Google • Que faire ?)

- Site officiel
- Ressources relatives au sport :   - FBref
  - FootballDatabase
  - Leballonrond
  - Transfermarkt
- Notices d'autorité :   - VIAF
- Archives des ligues allemandes depuis 1903
- Base de données du football allemand
- Site de la Fédération allemande de football